# Michael Keaton
Michael Keaton (Coraopolis, Pennsylvania, 5 september 1951) is een Amerikaans acteur. Zijn echte naam is Michael John Douglas. Om verwarring met de gelijknamige acteur Michael Douglas te voorkomen, veranderde hij zijn achternaam in Keaton, naar de komiek Buster Keaton.
Keaton werd genomineerd voor onder meer een Golden Globe voor zijn hoofdrol in de televisiefilm Live from Baghdad, voor een Emmy Award voor de special Fred Rogers: America's Favorite Neighbor en voor een Saturn Award voor Beetlejuice. In 2016 kreeg hij een ster op de Hollywood Walk of Fame.

## Biografie
Keaton is de jongste uit een gezin met zeven kinderen. Zijn vader, George A. Douglas (1905–1977), werkte als civiel ingenieur en landmeter; zijn moeder, Leona Elizabeth (geboren Loftus; 1909–2002), was huisvrouw en kwam uit McKees Rocks. Keaton studeerde eerst twee jaar spraak aan Kent State University, waarna hij de school verliet en vertrok naar Pittsburgh. Hij probeerde hier eerst een carrière op te bouwen in de stand-upcomedy, optredende in plaatselijke koffiehuizen. Nadat deze carrière niet van de grond wilde komen nam hij verscheidene baantjes, waaronder taxichauffeur en ijscoman. Uiteindelijk ging hij in 1972 aan de slag als cameraman bij de lokale televisiezender WQED. Bij WQED werkte hij voornamelijk achter de schermen als stagehand bij de productie van Mister Rogers' Neighborhood, een educatief kinder-televisieprogramma, waar hij ook regelmatig voor de camera verscheen. Hier kwam hij tot de ontdekking dat hij liever vóór dan achter de camera werkte.
Keaton vertrok drie jaar later naar Los Angeles waar hij lid werd van de L.A.-tak van het improvisatiegezelschap Second City. Later schreef hij komisch materiaal en deed hij auditie voor verscheidene televisieprogramma's . Hij verscheen eerst in enkele afleveringen van de kinderserie Mister Rogers' Neighborhood (1975), en later was hij onder andere te zien in All's Fair, Maude (1977) en The Mary Tyler Moore Hour (1979). Rond deze tijd veranderde hij zijn achternaam in Keaton, vaak wordt gezegd dat hij dat deed na het lezen van een artikel over Diane Keaton maar dit is niet waar. In 1979 kwam de grote doorbraak in de kortlopende komische serie Working Stiffs, waar hij samen met James Belushi de hoofdrol speelde. Deze rol werd gevolgd door de hoofdrol in de serie Report to Murphy (1982). In 1982 maakte hij zijn filmdebuut met de filmkomedie Night Shift, datzelfde jaar gevolgd door Mr. Mom. Door het succes van de komedies werd hij gedurende de jaren tachtig vaker gecast in filmkomedies. De volgende films, Johnny Dangerously en Gung Ho, werden echter minder goed ontvangen en zijn carrière leek in een dal te komen. Hij beleefde een comeback met de horrorkomedie Beetlejuice van Tim Burton uit 1988 en het datzelfde jaar uitgekomen drama Clean and Sober, waarin hij een drugsverslaafde speelde. Dat jaar werd hij door de National Society of Film Critics uitgeroepen tot beste acteur van het jaar.
Met Burton werkte hij weer samen in 1989, toen hij Batman en zijn alter ego Bruce Wayne speelde in de gelijknamige film. De keus voor Keaton gold als riskant, omdat Keaton als komisch acteur te licht werd beschouwd voor het donkere personage. Warner Brothers kreeg dan ook veel klachten van fans van de strip. Toen de film eenmaal uitkwam bleek hun angst ongegrond te zijn: de manier waarop hij de rol speelde overtuigde de meeste critici en het publiek en de film werd een van de meest succesvolle films van de jaren tachtig. In 1992 verscheen hij in het vervolg, Batman Returns. Tussen deze films in speelde hij een psychotische huurder in Pacific Heights en een politieagent in One Good Cop. In 1993 was hij te zien als Dogberry in Kenneth Branaghs bewerking van Shakespeares Much Ado About Nothing.
Latere films, waaronder The Paper van Ron Howard, Multiplicity tegenover Andie MacDowell en de thriller Desperate Measures, waren minder succesvol en flopten. Uitzondering vormde Jackie Brown van Quentin Tarantino, een bewerking van een roman van Elmore Leonard waarin hij agent Ray Collins speelde. Een jaar later was hij als hetzelfde personage te zien in Out of Sight van Steven Soderbergh, zij het in een kleinere, uncredited rol. Na de eeuwwisseling was hij te zien in verscheidene films die gemengd werden ontvangen, waaronder Live from Baghdad, First Daughter, White Noise en Herbie: Fully Loaded.
In 2014 speelde hij de hoofdrol in de veelgeprezen film Birdman. De film gaat over een acteur die ooit een actieheld speelde, en die op de achtergrond geraakt is, hetgeen gelijkenissen vertoont met Keatons eigen carrière.
In 2012 speelde Keaton in de sequel Call of Duty: Black Ops II als vervanger voor Ed Harris.

### Privé
Hij was van 1982 tot 1990 getrouwd met actrice Caroline McWilliams. Ze hebben samen een zoon, Sean.

## Filmografie
- Working Stiffs (televisieserie, 1979)
- Report to Murphy (televisieserie, 1982)
- Night Shift (1982)
- Mr. Mom (1983)
- Johnny Dangerously (1984)
- Gung Ho (1986)
- Touch and Go (1986)
- The Squeeze (1987)
- She's Having a Baby (1988) (cameo)
- Beetlejuice (1988)
- Clean and Sober (1988)
- The Dream Team (1989)
- Batman (1989)
- Pacific Heights (1990)
- One Good Cop (1991)
- Batman Returns (1992)
- Porco Rosso (1992)
- Much Ado About Nothing (1993)
- My Life (1993)
- The Paper (1994)
- Speechless (1994)
- Multiplicity (1996)
- Inventing the Abbotts (1997) (verteller)
- Jackie Brown (1997)
- Desperate Measures (1998)
- Out of Sight (1998)
- Jack Frost (1998)
- A Shot at Glory (2000)
- Quicksand (2001)
- Live from Baghdad (televisiefilm, 2002)
- First Daughter (2004)
- White Noise (2005)
- Herbie Fully Loaded (2005)
- Game 6 (2005)
- Cars (2006) (stem)
- The Last Time (2006)
- The Merry Gentleman (2008)
- Post Grad (2009)
- Toy Story 3 (2010) (stem)
- The Other Guys (2010)
- Noah (2012) (stem)
- Call of Duty: Black Ops II (videospel, 2012)
- Penthouse North (2013)
- Clear History (televisiefilm, 2013)
- RoboCop (2014)
- Need for Speed (2014)
- Birdman (2014)
- Minions (2015) (stem)
- Spotlight (2015)
- The Founder (2016)
- Spider-Man: Homecoming (2017)
- American Assassin (2017)
- Dumbo (2019)
- Worth (2020)
- The Trial of the Chicago 7 (2020)
- The Protégé (2021)
- Dopesick (televisieserie, 2021)
- Morbius (2022)
- The Flash (2023)
- Beetlejuice Beetlejuice (2024)

- Bibsys: 90983803
- Biblioteca Nacional de España: XX1097209
- Bibliothèque nationale de France: cb13982143t (data)
- Catàleg d'autoritats de noms i títols de Catalunya: 981058608887006706
- Gemeinsame Normdatei: 13776068X
- International Standard Name Identifier: 0000 0003 6864 0082
- Library of Congress Control Number: n85158135
- MusicBrainz: 7f52f54b-abb7-4cd8-ae15-44c335be7bc4
- Nationale Bibliotheek van Tsjechië: xx0042778
- Nationale bibliotheek van Australië: 35989113
- Nationale Bibliotheek van Israël: 987007442669705171
- Nationale Bibliotheek van Polen: a0000003018185
- Nederlandse Thesaurus van Auteursnamen: 07180773X
- Réseau des bibliothèques de Suisse occidentale: 02-A024249573
- SNAC: w6vx1bzz
- Système universitaire de documentation: 061116688
- Virtual International Authority File: 34652181
- WorldCat: E39PBJqFMCDGvqrB67TxhVxv73